# Klirrfaktor
Klirrfaktor är ett mått på övertonsinnehålet i en vågform, det vill säga hur mycket signalen avviker från en ideal sinusvåg 

Klirrfaktorn kan användas i samma betydelse som Total harmonic distortion (THD), beroende på hur THD definieras. THD kan antigen deifnieras baserat på totalt effektivvärde (THDr) liknande klirrfaktorn, men THD kan även definieras baserat på effektivvärdet av grundtonen (THDf).

## Effektivvärde av periodisk signal
För en ideal sinusformad singal (u) ges effektivvärdet (RMS) genom signalens amplitud (û), så att
{\displaystyle {\text{rms}}(u)={\frac {\hat {u}}{\sqrt {2}}}}
Effektivvärdet blir dock annorlunda när singalen (u) är formulerat som en Fourierserie, då signalen även har ett övertonsinnehåll (utöver grundtonen). Effektivvärdet är då det aggregerade effektivvärdet av alla komponenternas effektivvärden, genom 
{\displaystyle {\text{rms}}(u)={\sqrt {U_{1}^{2}+U_{2}^{2}+U_{3}^{2}+U_{4}^{2}+\dots }}}
Där varje övertons effektivvärde är uttryckt genom samma samband som för grundtonen
{\displaystyle U_{n}={\text{rms}}(u_{n})={\frac {{\hat {u}}_{n}}{\sqrt {2}}}}

## Klirrfaktor av effektivvärdet
Klirrfaktorn (THDr) ges av kvoten mellan övertonernas effektivvärde delat med totala effektivvärdet. Det skrivs då
{\displaystyle {\text{THD}}_{r}={\frac {\sqrt {U_{2}^{2}+U_{3}^{2}+U_{4}^{2}+\dots }}{U}}}
Detta motsvarar
{\displaystyle {\text{THD}}_{r}={\sqrt {\frac {U_{2}^{2}+U_{3}^{2}+U_{4}^{2}+\dots }{U_{1}^{2}+U_{2}^{2}+U_{3}^{2}+U_{4}^{2}+\dots }}}={\frac {\sqrt {U^{2}-U_{1}^{2}}}{U}}}
Det kan därmed förenklat skrivas genom totala effektivvärdet och grundtonens effektivvärde
{\displaystyle {\text{THD}}_{r}={\frac {\sqrt {U^{2}-U_{1}^{2}}}{U}}={\sqrt {1-{\frac {U_{1}^{2}}{U^{2}}}}}}
Vilket  beskriver skillnaden mellan effektivvärdet U och grundtonens effektivvärde U1. Där grundtonen motsvarar en ideal sinusvåg.